# Rhynchium vittatum
Rhynchium vittatum är en stekelart som beskrevs av François du Buysson 1909. Rhynchium vittatum ingår i släktet Rhynchium och familjen Eumenidae. Inga underarter finns listade i Catalogue of Life.